# 6大グループ
6大グループ（ろくだいグループ）とは、ある業界における6つの大きなグループ（企業）のこと。

## 日本経済界
かつて、日本の経済を牽引した
- 二木会（三井グループ） - 旧三井財閥系
- 白水会（住友グループ） - 旧住友財閥系
- 三菱金曜会（三菱グループ） - 旧三菱財閥系
- 芙蓉会（芙蓉グループ） - 旧安田財閥系・旧浅野財閥系・旧森コンツェルン系・旧日産コンツェルン系
- 三水会・みどり会（三和グループ） - 旧鴻池財閥・旧山口財閥系・旧岩井商店系・旧鈴木商店系・旧久原財閥系・旧日産コンツェルン系・旧日窒コンツェルン系
- 三金会（第一勧銀グループ） - 旧渋沢財閥系・旧鈴木商店系・旧古河財閥系・旧神戸川崎財閥系・旧日窒コンツェルン系

のことを、「旧6大企業グループ（旧6大銀行グループ）」という。「6大企業グループ（6大銀行グループ）」や「6大企業集団（6大銀行集団）」ともいう。
事実上、2000年代にメガバンク再編などで消滅した。現在も活動しているグループも、各企業の独立性が高まり、グループとしての活動は停滞している。

## 自動車業界
1990年代の自動車業界の国際的な再編により誕生した、かつて世界の自動車市場の大勢を占めた
- ゼネラル モータ－ズ
- フォード モーター
- トヨタ グループ
- ダイムラー クライスラー (現・メルセデス・ベンツ・グループ、およびステランティス)
- フォルクスワーゲン グループ
- ルノー 日産 アライアンス

のこと（現在の販売台数・売上高順とは異なる）を、自動車業界の「6大グループ」と呼んだ。それ以前には世界規模の売上高、生産台数では米3大自動車メーカー（ビッグスリー）の優位が続いたが、トヨタなど日本企業の台頭やビッグスリーの凋落、さらに世界の自動車業界全体の再編によりその構造が崩れたため、ビッグスリーと併用して多く用いられるようになった。
かつて、フィアットの社長であったジャンニ・アニェッリが「5つから7つの大企業が世界の自動車界を支配するだろう」という主旨のことを言明していたが、1990年代の終わりから自動車企業の離合集散が活発化し、この指摘は的中した。
しかしその後は現状を示さない語となったことから、現在は使用されなくなった。